# Норт-Порт
Норт-Порт (англ. North Port — «Северный порт») — город на юге штата Флорида, на побережье Мексиканского залива Атлантического океана. Расположен в округе Сарасота. Население города — 54 223 тысяч человек (2009 год).
Город образован в 1959 году, как планируемое северное продолжение Порт-Шарлотт под названием Норт-Порт-Шарлотт. В 1974 году на городском референдуме название было упрощено и принято современное.
В Норт-Порте находятся источники минеральных купальных вод Ворм-Минерал-Спрингс.
В настоящее время[когда?] Норт-Порт переживает бурное строительство и изменения, в которых не последнюю роль играет русскоязычная община.
Город имеет пять начальных школ, одну государственную чартерную школу, две средние школы, одну высшую школу.